# Kněževes (district de Prague-Ouest)
Pour les articles homonymes, voir Kněževes.
Kněževes (en allemand : Groß Herrndorf) est une commune du district de Prague-Ouest, dans la région de Bohême-Centrale, en Tchéquie. Sa population s'élevait à 618 habitants en 2020.

## Géographie
Kněževes se trouve à 12 km à l'est-sud-est de Kladno et à 14 km à l'ouest-nord-ouest de Prague.
La commune est limitée par Středokluky au nord, par Tuchoměřice au nord et à l'est, par Prague (aéroport de Prague - Václav Havel) au sud, et par Dobrovíz à l'ouest.

## Histoire
La première mention écrite de la localité date de 1088.